# Micragone tholloni
Micragone tholloni är en fjärilsart som beskrevs av Eugène Louis Bouvier 1927. Micragone tholloni ingår i släktet Micragone och familjen påfågelsspinnare. Inga underarter finns listade i Catalogue of Life.